# 痩身理想
痩身理想（そうしんりそう、The thin ideal）とは、理想的でスリムな女性の体型の概念である。 
一般的に、細いウエストと少しの体脂肪で、細身の体格の女性と認識されている。  スリムで理想的な女性の体型は減少傾向にあり、女性の肥満率は増加している。  これにより、平均的な女性の実際の体型と、理想とされる体型との間にギャップが生じる。女性個人が、この理想に応える必要性をどの程度自分の価値観として受け入れているかによっては、深刻な心理的影響を及ぼす。 